# Akademos
Akademos er en legendarisk helt, eller hero, fra den græske mytologi. Myten fortæller, at da Theseus bortførte Helena, der især er kendt for sin rolle i Iliaden af Homer, drog hendes brødre, de senere guddommeliggjorte Dioskurer, Kastor og Polydeukes, ud for at ødelægge Athen, Theseus' hjemby. Akademos afslørede imidlertid for de to brødre, hvor Theseus havde skjult Helena, og reddede dermed Athen fra ødelæggelse. En lund uden for oldtidens Athen er opkaldt efter den græske sagnhelt, og det var her Platon grundlagde sit navnkundige Akademi ca. 385 f.Kr.